# Антисоветское восстание сарбазов 1930 года
Восстание казахов против кампании Советской власти по насильственной сплошной коллективизации, конфискации имущества и налоговой политики, охватившее обширные территории Актюбинского, Кустанайского и Кызыл-Ординского округов Казахской АССР. Это выступление известно в исторических документах как «Восстание сарбазов (Сарбаздар көтерілісі)», так как большинство восставших и руководителей были участниками Среднеазиатского восстания 1916 года против Российской империи. В отдельных источниках это восстание делят на «Иргизское восстание 1930 года» и «Кармакшынское (Каракумское или Кзыл-Ординское) восстание 1930 года».

## Предпосылки восстания
В ноябре 1929 года пленум ЦК ВКП (б) обсудил вопросы развития колхозного движения и принятие мер по улучшению перестройки сельского хозяйства.
В декабре 1929 года Пленум ЦК Компартии Казахстана обсудил пути выполнения Пленума ЦК ВКП (б) и постановили, что необходимым условием коллективизации является переход кочевников к оседлому образу жизни. Таким образом, «революционное рвение» коммунистов Казахстана под руководством Ф. Голощекина намного опередили Москву, где официальный указ, подписывающий постоянное расселение кочевых племен на территории РСФСР был принят лишь 6 сентября 1930 года.
ЦК Компартии Казахстана постановил, что из 566 тысяч кочевых и полукочевых хозяйств к январю 1930 года к оседлости должны были перейти 544 тысячи. При этом подчеркивалось, что население Казахстана на оседлость переводить надо насильно.
А после Постановления ЦК ВКП(б) от 5 января 1930 года «О темпе коллективизации и мерах помощи государства колхозному строительству» и секретного Постановления политбюро ЦК ВКП(б) от 30 января 1930 год «О мероприятиях по ликвидации кулацких хозяйств в районах сплошной коллективизации» подобные нечеловеческие директивы получили и политическое и юридическое обоснование.
Местные комитеты, ринулись рьяно выполнять спущенные сверху директивы. Так как весь комплекс политико-идеологических директив нацеливал на гонку за рекордными показателями, нежели на разумные темпы. Районы и округа Республики соревновались друг с другом, в напыщенности побед с «колхозного фронта». Если в 1928 году в Казахстане было коллективизировано 2 % всех хозяйств, то уже на 1 апреля 1930 года — 50,5 %, а к октябрю 1931 года — около 65 %. А уже к началу осени 1931 года в Республике насчитывалось 78 районов (из 122), где коллективизацией было охвачено 70 % — 100 % дворов.
Повсеместный характер приняли нарушение принципа добровольности вступление в колхозы. Своего рода предтечей репрессий стали сельскохозяйственные заготовки и налоги. Кроме того применялись и иные «воспитательные» меры. Так только по трем округам (Акмолинскому, Петропавловскому и Семипалатинскому) были осуждены 34120 человек и привлечены к административной ответственности 22307 хозяйств. Кроме того, взыскано штрафов и изъято имущества более чем на 23 млн рублей, конфисковано скота — 53,4 тысяч голов, хлебных запасов — 631 тысяч пудов, различных строений — 258 единиц. В ходе проведения политики «раскулачивания» более 60 тысяч хозяйств были объявлены байскими, и их имущество подвергалось конфискации; более 40 тысяч человек было раскулачено, а остальные скрылись, бросив своё имущество.

## Начало восстания
Начало восстания датируется 25 февралем 1930 года. Восстание с самого начало имело массовый характер, так как уже в докладной в ПП ОГПУ г. Алма-Аты старшего представителя Военного округа Волохова от 25.02.30 г. указаны населённые пункты на обширной территории Иргизкого района Актюбинского округа и Джетыгаринского (Жетикаринского) района Кустанайского округа. В том же документе Волохов докладывает о руководителях восставших: аул № 22 — хазирет (хазрат) Исатай, аул № 25 — хазирет Ухатай, аул № 5 — хазирет Айтбай, аул № 26 — Айжаркын хан, аул № 8 — Сандыбек Каражанов, в ауле № 10 и 11 руководители не известны (в документе фамилии людей, кроме одного человека не указаны). Всюду «бандиты» (восставшие — сарбазы) — громили сельсоветы, уничтожали документацию, срывали продзаготовки, распускали колхозы, произвели арест 10 представителей власти. Так же в документе указано место основного скопления восставших на юге Джетыгаринского района Кустанайского округа в местности Каратабан.
По докладной Волохова видно, что Айжаркына Канаева называют ханом, значит, он был уже выбран восставшими в качестве хана. 75-летний Канаев А. был самой авторитетной личностью среди сарбазов. Он уже выбирался ханом Кенжегаринской волости Иргизского уезда во время Иргизского восстания 1916 года и был ближайшим соратником  общего хана Абдугаппара Жанбосынова — руководителя восстания в степях Тургая в период 1916—1917 годов. Или возможен другой вариант — Канаева с 1916 года в народе уважительно продолжали именовать — Айжаркын ханом. Так или иначе, Айжаркына Канаева теперь выбирают общим ханом — руководить, созданными отрядами сарбазов.
Схема руководства восставших была аналогична структуре Торгайского восстания 1916 года, так как большинство предводителей были активными участниками восстания 1916 года. Хан имел советников — визирей и руководил Кенесом (Советом). В руководство повстанцев входили Абдибек Сегизбаев , Кайып (Каип) Баймуратов , Тлеп Жаналин , Суингали(Суюнуалы) Саметов , Кайырлы Мырзабеков, Мешитбай Канаев , Абдолла(Абдулла) Кенжетаев , Дошан(Дощан) Бастауов , Урмагамбет(Ирмагамбет) Кудайсугиров  , Нургали Мынбаев(Минбаев ), Махмуд Айнекбаев(Айнекебаев Махмут ).
Сардарбеком (военачальником) был выбран Мукантай Саметов. Содержатель мечети в местности Карасу, хазрет, окончивший в свое время духовную школу в Бухаре, который по документам ОГПУ был в прошлом советником бухарского эмира Сейид Алим-хана.
Повсеместно в местностях, охваченных восстанием, на сходках повстанцев выбирались из авторитетных людей, главы — ханы и сардары (командиры отрядов), так в Иргизском районе у озера Челкар-Тенгиз ханом был избран Томенбай Татенулы, советником Исатай Сатыбалдин, сардарбеком был выбран Сыдык Айменов.
Согласно оперразведсводки ОГПУ от 7 марта 1930 г. Хухарева:
- 4 марта 1930 года отряд повстанцев численностью 3500 человек прибыл со стороны севера в п. Иргиз, развертывая движение по охвату в кольцо районный центр. Были направлены 2 группы разведчиков-коммунистов, которые были перехвачены повстанцами. Отрядом восставших командовал мулла Саматов (упоминается как бывший советник бухарского эмира);
- в аулах №5 и №6 Иргизского района (находящиеся, в 35 верстах восточнее п. Иргиза) появился отряд повстанцев в количестве 500 человек под командованием Аижаркина (Айжаркына Канаева) и Мухана Хазрета (Мукантай Саматов?). По тексту сводки не понятно то же отряд или другой.
- Из г. Челкар в п. Иргиз прибыл коммунистический отряд в количестве 40 человек
- 8 марта 1930г. из г. Челкар в п. Иргиз отбывает отряд в количестве 70 человек под командованием окрвоенкома Озимина (Михаил Иванович, В 1921 г. окончил высшую военную школу в г. Омск), с полномочиями принять общее военное командование всеми силами в Иргизе.
- В ауле №4 Иргизского района была создана банда в количестве 40 человек, которая быстро увеличилась до 150 человек. 1 марта 1930 года в этом ауле состоялся сход повстанцев и жителей аула, где был избран ханом мулла аула № 25 Иргизского района (фамилия не установлена). Банда имеет намерение захватить п. Карабутак.
- Исходя из-за угрозы захвата п. Карабутак, был отправлен отряд из 20 коммунаров под командованием Симонова в район озера Бел-Копа. Вслед за Симоновым 8 марта будет направлен комотряд из 30 бойцов под командованием Мельникова.
- По сообщению Оренбургского окружного отдела ОГПУ, со стороны Иргизского района по направлению аулов №3 и 5 Домбаровского района и к селу Можаровку Орского района Оренбургского округа движется банда численностью от 300 до 1500 человек. На встречу в разведку был выслан отряд милиции. Кроме этого создан резервный отряд численностью 50-70 человек. «Документы Актюбинского Областного Историко-Краеведческого Музея, оцифрованных сайтом "История Актюбинской области"»

В марте 1930 года на территории Кармакчинского района в местности Карабогет на общем сходе крестьян аулов № 1, 2 и 3,заселенных, в основном, жителями рода Алтын, выступил мулла Жумагазы Баимбетов (Байимбетов) с антисоветской речью и призвал откочевать в Каракумы для открытого вооруженного восстания. После этого выступления Жумагазы Баимбетова организовался отряд численностью до 500 человек и 700 семьей откочевали в Каракумы, где 17 марта восставшие избрали его ханом Кармакчинского района. Были выбраны советники — визири хана: Алмагамбетов Ыскак, Куздикбаев Сагит,  Омарбаев Оразбай, Байбактин Бериш, Кыпшакбаев Мешитбай,  Кожамжаров Букарбай  , Таженов Жанузак. К ним примкнули новые группы восставших во главе с Баимагамбетом Талканбаевым, Кенжебаем Тыныштыковым и Тлеугали Ахметовым. В Каракумах кроме отряда Баимбетова действовали и отряды Прмаганбета Лаубаева и братьев Караевых — Нурхана и Жумаша ). Общая численность сарбазов насчитывалось около 2000 человек, из которых были вооружены только 300.
В марте 1930 года началась восстание в Казалинском районе под предводительством ишана Акмырзы Тосова, избранный ханом Казалинского района .
Создано по крайне мере 6 отрядов повстанцев, которыми командуют Ж. Баимбетов, М. Саматов, С. Исатай, А. Тосов, Нурлыбаев, Лаубаев и Кабланов (так были указаны в документах ОГПУ). В настоящее время известны полные имена руководителей Айжаркын Канаев, Жумагазы Баимбетов, Мукантай Саматов, Исатай Сатыбалдин, Акмырза Тосов (Тосулы), Пирмагамбет Лаубаев, Жумаш Кабланов.
В Сыр-Дарьинском округе Мукантай Саматов «декретировал» мобилизацию мужского населения от 16 до 60 лет.
Согласно оперативным справкам СОУ ОГПУ от 15 марта 1930 г. численность участников выступления в Джетыгаринском районе Кустанайского округа, охватившее также часть Актюбинского округа составила около 1500 человек..
Кроме того, необходимо подчеркнуть, что выступление сарбазов не носило националистического характера, так как в нем участвовали и русские, вместе вели борьбу «против колонизаторской политики русских большевиков». В докладе КРО ОГПУ «Предварительные итоги оперативной работы органов ОГПУ по борьбе с контрреволюцией в деревне с 1 января по 15 апреля 1930 г.» указано:

«В целом ряде районов (Казахская] ССР, Сибирь, Урал, ДВК, СКК) мы имели факты блока национальной (восточной) к[онтр]р[еволюции] с русской (преимущественно казачьей) контрреволюцией. Это тем более характерно, если учесть то обстоятельство, что национал-контрики вместе с русским контриком идет на борьбу „против колонизаторской политики русских большевиков“. В ряде восстаний и банд (руководимых к/р организациями) участвуют в тесном содружестве алтайцы и русские казаки (Ойратия), буряты [и] русские казаки (Бур[ят]-Монголия и ДВК), русские казаки и казахи-националы (Казахская] ССР). Местами русские казаки руководят восстаниями и бандами националов и наоборот (Ойратия — Бочкаревы, Ташкинов; каракумские повстанцы Казахстана: Мухор-Шибир и Чита).»

В дополнении к оперсводке № 7 СОУ ОГПУ о ходе «ликвидации контрреволюционных кулацко-белогвардейских и бандитских элементов» за период с 5 по 10 марта 1930 г. указано, что восставшие действует четырьмя группами различной численности с задачами захвата центра Джетыгаринского района — Джайлыма, Джетыгаринских золотых приисков (группа в 300 чел.), районный центр Карабутак и г. Иргиза (группа численностью до 600 чел.). Телеграфное сообщение Тургай—Иргиз и Иргиз—Челкар прервано. В ряде мест восставшими разграблены кооперативы и сельсоветы. По пути следования в районе озера Челкар-Тенгиз восставшие захватили транспорт меди Карсак-Наевского завода.
Масштабы этого восстания были так обширны, что власть бросила на его подавление значительные силы.
В подавлении восстания участвовали подразделения 8-й Туркестанской кавалерийской бригады (дивизии):
курсанты полковой школы 43-го кавалерийского полка, 44-й кавалерийский полк, 45-й кавалерийский полк, 38-й конно-артиллерийский дивизион.
А также 62-й отдельный дивизион войск ОГПУ. Все эти части имели огромный опыт борьбы с басмачами.
В документах ОГПУ встречаются следующие фамилии командиров и численность военнослужащих:
- Райком г. Орск сформировал и направил сводный коммунистический отряд численностью 19 человек с 2 ручными пулеметами, подкрепленный 40 сотрудниками милиции г. Оренбурга.
- Из гарнизона г. Актюбинска были отправлены отряды под командованием Симонова (20 бойцов) и Мельникова (30 бойцов).«Документы Актюбинского Областного Историко-Краеведческого Музея, оцифрованных сайтом "История Актюбинской области"»
- Конный отряд из 65 человек под командованием Малика и Шафранека.
- Конный отряд из 60 человек под командованием Филиппова.
- Конный отряд из 90 курсантов полковой школы с 3 станковыми пулеметами под командованием Сидельникова.
- Казахский национальный эскадрон из 120 человек с 3 станковыми пулеметами под командованием Акаева.
- Конный отряд из 43 человек под командованием Петина
- Конный отряд из 70 человек под командованием окрвоенкома Озимина М. И.
- Конный отряд под командованием Гущина.
- Подразделения 62-го отдельного дивизиона войск ОГПУ под командованием Подобина, Пухтеева, Симонова, Новикова, Пуйкан (120 человек), Хухарева, Цуканова.[1]

## Хроника боевых столкновений правительственных войск с повстанцами
С самого начала восстания повстанцы использовали методы партизанской борьбы с применением боевого опыта, накопленного в ходе восстания 1916—1917 г. и гражданской войны. А именно, воевать небольшими мобильными (конными) группами (отрядами), которые при необходимости могут объединиться и действуют сообща. При неблагоприятном стечении обстоятельств, вновь дробились, пытались уйти от удара и собирались вновь в ранее определённом месте.
В составе повстанческих отрядов организуются группы отличных стрелков - «мергенов», вооруженных лучшим оружием и хорошо снабженных патронами. Эти стрелки получают специальные задачи по уничтожению командного состава правительственных войск, а также используются в качестве арьергарда.
Основной проблемой восставших было отсутствия оружия и боеприпасов, что и впоследствии, отразится на поражении с огромными потерями среди сарбаз.
| Дата       | Событие |
| ---------- | --- |
| 08.03.1930 | Казахские повстанцы захватили п. Жайылма в Иргизском районе, южнее г. Орск. |
| 09.03.1930 | В местностях Сулеймен, Асубай, Баеке, Куламыс происходили столкновения сарбазов с регулярными частями 8кд. |
|            | Постепенно повстанцы с разных волостей начали концентрироваться у поселка Иргиз. Согласно оперативным справкам СОУ ОГПУ от 15 марта 1930 г. 9 марта 1930 г. была предпринята попытка захвата районного центра Иргиз. Руководитель повстанцев послал в Иргиз двух парламентеров со следующим заявлением: «Если не будете препятствовать религии, а также насильно навязывать свои колхозы населению, — отступим, сложим оружие, разойдемся по своим аулам». |
| 14.03.1930 | Отряд хана Айжаркына и сардарбека М. Саметова, численностью до 600 человек, неоднократно пытаются захватить райцентр п. Иргиз. Отряд сформированный из сотрудников ОГПУ, численностью 57 человек, успешно отбили слабо вооруженное нападение. Потери со стороны сарбазов убитыми и ранеными составили 56 человек. |
| 14.03.1930 | В сражении в местности Кареке погибли 170 повстанцев и четыре карателя. |
| 15.03.1930 | Прибывшие в п. Иргиз на помощь осажденным, часть 8кд в новом бою рассеяли казахских повстанцев, которые оторвавшись от преследования, вскоре вновь объединились. |
| 20.03.1930 | В местности Куламыс части 8кд (по другим данным 45кд ) разгромили казахский отряд хана Айжаркына и сардарбека М.Саметова. Потери сарбазов составили 36 человек убитыми, в том числе и руководитель восстания хан Айжаркын, а 38 человек, в том числе М. Саметов были вынуждены сдаться. По другим данным бой состоялся 21.03.1930 г. в районе урочища Куль-Камыш было убито — 40 человек, а захвачено — 33 человек.) |
| 22.03.1930 | По данным ОГПУ формирование Сатыбалдина в бою с отрядом 8 кавалерийской дивизии РККА потеряло 180 чел. убитыми, 26 чел. были взяты в плен. Оставшиеся члены отряда повстанцев отступили в урочище Таун (возможно ошибка, верно будет Тауп), в ходе дальнейшей операции были обезврежены. (Именной комментарий фамилии Сатыбалдин) |
| 23.03.1930 | По данным ОГПУ в 75 км юго-восточнее Иргиза в бою убито 80 и захвачено 26 человек.) Возможно этот один и тот же бой, а перед цифрой 80 должна стоять 1 (180). |
| 23.03.1930 | В местности Шатыртам вблизи мечети аула №24 в засаду, устроенную отрядом Сидельникова, попал отряд повстанцев. Отрядом повстанцев командовал И.Сатыбалдин. В том бою потери сарбазов, по данным ОГПУ, составили 242 человек убитыми, 26 плененными (в плен 6 человек попали ранеными). Захваченные правительственными войсками трофеи, показывают, насколько слабо были вооружены повстанцы — 3 винтовки, 5 охотничьих ружей, 1 пика и несколько боевых секир. Кроме оружия было захвачено 104 верблюда, 55 лошадей и провизия . Возможно этот один и тот же вышеуказанный бой. Преследования остатков отряда повстанцев не было. Оставшиеся повстанцы отступили в пески Каракум к северу от Аральского моря. Вместе с сарбазами с насиженных мест снялись и несколько сотен аулов, наиболее активно участвовавших в восстании (по данным ОГПУ около 15-16 тысяч человек — 5000 семей, 10000 сарбазов). |
| 23.03.1930 | В местности Кертобе, согласно воспоминаниям К. Мышановав засаду, устроенную отрядом Акаева (Отдельный казахский национальный эскадрон), попал отряд Туменбай хана (Татенулы). Отрядом повстанцев командовал сардарбек Сыдык Айменов. По воспоминанию Мышанова К., который был проводником отряда Красной Армии, засада была организована с помощью 3 станковых пулеметов. Огнём 3 пулеметов и 100 винтовок была встречена колонна сарбазов численностью 1600 человек. Одними из первых погибли руководители отряда Туменбай хан, Сыдык Айменов, возглавлявшие колонну повстанцев. В том бою потери сарбазов , по словам К. Мышанова, составили около 300 человек убитыми и более 300 человек пленными. Из оружия было захвачено 6 винтовки, и много верблюдов, лошадей и провизия. Потери со стороны карателей 1 человек, убитый перед смертью С. Айменовым. Преследования остатков отряда повстанцев не было. Местность Кертобе Таупской волости Иргизского уезда Актюбинской области с того времени в народе называют «Тока кырган» (место побоища Тока — подрода Шомекей), так как в отряде Туменбай хана из 1600 бойцов 700—800 человек были из рода Тока и большинство погибших было именно из этого рода). |
| 26.03.1930 | За Сырдарьей в песках советскими войсками разгромлен казахский отряд Акмырзы Тосова, В бою погибло 108 повстанцев во главе с А. Тосовым, 150 человек были ранены. По другим данным в результате 3-часового боя убито 107 восставших. Захвачено 56 единиц боевого оружия.) |
| 07.04.1930 | В местности Маркожа казахские басмачи разгромили советский отряд Петина, в ходе которого со стороны повстанцев было убито 35 человек (среди них один из руководителей восстания Пирмагамбет Лаубаев) и 40 человек убитых — со стороны карателей. В тот же день другой отряд сарбазов заставил отступить отряд под командованием Гущина. |
| 09.04.1930 | Советский отряд Сидельникова столкнулся с крупными силами казахских басмачей-повстанцев и, не приняв боя, отступил. |

## Окончание Иргизского восстания
Необходимо отметить факт, что Советская власть впервые в своей истории вела мирные переговоры с мятежниками, следующие переговоры властей с делегацией восставших были 1962 году при Новочеркасском восстании.
В Каракумы прибыла правительственная комиссия во главе с А. Жангельдиным, в составе комиссии были И. Мусрепов, С. Сейфуллин, А. Жусипов, Тыскаев. Выбор правительства Казахстана кандидатуры А.Жангельдина на председателя комиссии не случаен, так как он пользовался уважением сарбазов и был лично знаком со многими еще по восстанию 1916 года в качестве комиссара у А. Иманова.
Со стороны восставших переговоры вел Совет из 6 человек (Торекешев, Ж. Байимбетов, Досжан Караев , А. Айменов и др.).
Они выдвинули следующие требования:
1. Возвращение незаконно конфискованного у середняков скота.
2. Свобода совести, возвращение мечетей и невмешательство властей в дела верующих.
3. Издание декрета о запрещении конфискации и безусловное выполнение его властями.
4. Прекращение насильственной коллективизации.
5. Прекращение искусственного обострения в ауле «классовой борьбы», все внутриаульные дела должны решаться не «уполномоченными», а общим собранием.
6. Установление суммы налога в соответствии с количеством скота, прекращение практики взимания хлебного налога со скотоводов.
7. Образование из повстанческих аулов особого административного района в Каракумах.

Под этими условиями поставил за Совет повстанцев свою подпись Торекешев . При выполнении этих условий повстанцы соглашались сложить оружие. Со своей стороны, А. Жангельдин пообещал амнистию всем участникам движения. 30 апреля 1930 года подписано соглашение между правительственной комиссией А. Джангельдина и руководством восставших казахов-сарбазов.
Но правительство во главе с Ф. Голощекиным свело на нет подписанное соглашение и не сдержало своего обещания. После того, как 3 мая 1930 года все повстанцы сложили оружие (была изъята 31 огнестрельная единица — или 17 винтовок, 12 дробовиков, 2 берданки), органы ОГПУ 12 мая 1930 года начали аресты руководителей и активных участников восстания.
Участники выступлений с семьями пытались массово откочевать в Туркмению, Каракалпакию, в Афганистан и даже в Китай. Известен факт добровольной сдачи в Алма-Атинском округе 300 участников восстания в Иргизском районе, сдавшиеся шли с красным знаменем. Аулы были возвращены на прежнее место проживания, где полным ходом шла кампания сплошной коллективизации.

### Новый этап восстания - Кармакшынское (Каракумское или Кзыл-Ординское) восстание
Кармакшынский  округ
Уцелевшие от разгрома остатки вооруженных повстанцев Иргизского района скрылись в пески Кара-Кум, влились в остатки кармакшынских отрядов повстанцев и подняли новое восстание с числом участников до 4000 человек.
Август и первая половина сентября 1930 года характеризуются резкой активизацией уцелевших участников мартовских и апрельских выступлений в песках Кара-Кум, Кзылординском и Алма-атинском округах. Вновь организованы два крупных вооруженных выступления повстанцев. Лозунги повстанцев: «Лучше умереть, чем переносить притеснения и обманы власти». «Воевать с большевиками до последней капли крови». «Ни фунта хлеба государству».
Командует отрядом восставших Кожбан Жубанов (каз. Қожбан Жұбанов ) (1872—1931), избранный ханом. В результате агитации из Челкарского, Карабутакского и Иргизского районов Актюбинского округа начались массовые откочевки казахов на присоединение к отряду Жубанова. Откочевкой 60 хозяйств из аула № 24 Челкарского района руководил аткаменер Аимагамбетов Канжобай, один из руководителей Иргизского выступления Саметова. (орфография имени и фамилии Оперразведсводки сохранены)
В результате войсковых ударов отряд Кожбана Жубанова, не принимая боя, группами стала уходить в северном, восточном и южном направлениях. Большая часть повстанцев отходит на юго-восток. Сам Кожбан Жубанов с 50 мергенами держит направление на Карсакпай (320 км северо-восточнее Кзыл-Орды) и далее на юго-восток в голодную степь Бедпак-Дала.
Казалинский округ
В Архиве Президента Республики Казахстан хранится донесение начальника Казалинского районного отдела НКВД следующего содержания: «...После того, как была разгромлена банда Акмурзы (Акмырзы Тосова), в августе 1930 года против мероприятий партии и правительства по хлебоуборке и сдаче хлеба государству выступила банда, организованная баем Акжаном Акмамбетом, выходцем из рода Асан. Впоследствии восстание банды стало называться по имени рода – Асановским бандитским восстанием. В подавлении как банды Акмурзы, так и «Асан» участвовали части регулярных войск Красной Армии, а руководители этих банд были пойманы и репрессированы органами ОГПУ НКВД, однако часть их сумела скрыться и эмигрировать в Афганистан»..
30 августа 1930 года в аулах №№ 22 и 23 (40 км западнее г. Казалинска) на почве перегибов в области хлебозаготовок (последующей проверкой установлено, что в этом районе план хлебозаготовок по сравнению с урожайностью был преувеличен на 90000 пудов) под руководством Колумбетова и Буташева и ишана Ябдужали организовался отряд численностью до 400 человек, вооруженных 50 охотничьими ружьями, 5 винтовками, 2 револьверами и самодельным холодным оружием. (орфография фамилий и имен Оперразведсводки сохранены)
Некоторые председатели аулсоветов и местные советские работники встали на сторону повстанцев, так секретарь ячейки ВЛКСМ аула № 22 Абдрахманов был одним из активных организаторов восставших. В результате агитации повстанцев жители аула № 25 в количестве 60 хозяйств присоединились к восстанию. Численность повстанцев к 8 сентября 1930 года достигла 1500 человек.
В отряд Колумбетова из Кара-Кум прибывают мелкие группы повстанцев разбитого отряда Кожбана Жубанова.
В операции по ликвидации повстанческого выступления участвуют:
- Казахский национальный кавалерийский эскадрон — 100 сабель, 4 пулемета;
- Отряд стрелковой охраны ПС 40 штыков, 1 пулемет;
- Коммунистические отряды — 231 штык;
- Бронеплощадок — 2.

Всего: 271 штык, 100 сабель, 5 пулеметов, 2 бронеплощадки. Кроме того, вдоль берегов островов Узун-Каир, Кара-Телень и Кара-Чаган крейсируют 2 моторные лодки с экипажем в 40 бойцов с пулеметами.
Для разъяснительной политической работы в аулы округа направлено 400 партработников.
4 сентября 1930 года отряд ОГПУ был атакован отрядом повстанцев в 500 всадников. Атака была отбита. Бандиты потеряли 10 убитыми. Со стороны правительственных частей потерь нет.
6 сентября 1930 года в местности Чункур-Куль отряд ОГПУ имел бой с отрядом восставших численностью около 1000 всадников. Сарбазы вели интенсивное наступление, но были вынуждены отступить. Вечером того же дня повстанцы вновь пытались атаковать правительственные части, но огнём были отброшены в урочище Шахта-Купыр.
В первом бою сарбазы потеряли 40 убитыми, 14 ранеными и 7 пленными; во втором бою — 6 убитыми и 1 пленного. Потери ОГПУ — один раненый красноармеец. Захвачено 17 лошадей, 4 охотничьих ружья, револьвер.

8 сентября 1930 года в местности Аман-Кум (30 км северо-западнее Ак-Чилика, что 65 км юго-западнее оз. Чубар-Тенгиз) взяты в плен 15 человек, в том числе 2 «ханских» советника. В местности Мын-Булак (120 км южнее оз. Чубар-Тенгиз) захвачена после перестрелки группа восставших из 50 человек. Отобраны 4 трехлинейные винтовки, 1 берданка, 1 шашка, 80 винтовочных патронов, порох, мануфактура и продукты. Кроме того, арестовано 25 человек, в том числе 2 советника «хана» и 3 мергена.
Однако Жубанову с несколькими мергенами удалось уйти от преследователей на восток, в направлении пустыни Бедпак-Дала. Для преследования и захвата Жубанова выделен отряд в 25 сабель. По агентурным данным, часть мергенов Жубанова скрылась в местность Кош-Бармак (40 км северо-западнее оз. Чубар-Тенгиз). В Карсакпае, Иргизе и по линии железной дороги Аральское море - Кзыл-Орда организованы заслоны из опергрупп и коммунистических отрядов.
В период с 20 по 25 октября 1930 г. отряд Кожбана Жубанова скрывается в районе горы Каратау. Отрядом ОГПУ обнаружены и изъяты 4 повстанца и 3 винтовки.

10 ноября 1930 года агентурной разведкой ОГПУ в районе горы Нура (170 км восточнее г. Иргиза) обнаружена отряд Жубанова численностью 30 человек, вооруженная винтовками.
Для ликвидации отряда сарбазов брошены:
- из Тургая коммунистический отряд — 25 бойцов;
- отряд ОГПУ — 35 бойцов.[16].

22 ноября 1930 года отряд Жубанова произвела налет на с. Шулак-Камыш (200 км юго-восточнее Тургая), где захватила скот, одежду и продовольствие. В том же районе отмечено появление отряда Абдулгафарова, имеющей намерение соединиться с орядом Жубанова. К действующим против повстанцев отрядам (81 боец) дополнительно направлены 2 группы бойцов общей численностью 30 человек.

В 8 декабря 1930 года в местности Кожебай произойдет еще одно боевое столкновение, и восстание будет окончательно подавлено.

## Итоги восстания
В рассекреченных документах, хранящимся в Архиве ФСБ РФ (ЦА ФСБ РФ. Ф2 оп.8 д.329, л. 198—212) в докладной записке Особого отдела ОГПУ о проведении изъятию и выселения кулаков от 17 ноября 1930 года (совершенно секретно) указано число участников восстаний: Созакского (Кзыл-Ординский округ)  — 2000 человек, Иргизского (Кустанайский и Актюбинский округи)  — 2500 человек, Кзыл-Ординского (под руководством Джумагази) — 4500 человек.
Точного количество убитых повстанцев, в ходе подавления восстания неизвестно, кроме того были и немалые жертвы среди мирного населения::

«Безоружные крестьяне, выражавшие протест произволу и бесчинству часто становились жертвами войсковых отрядов. Так во время подавления Иргизского и Каракумского восстания (восточный
регион Приаралья) в 1930 г. Только в одном случае эскадроном 8-кавдивизии, дислоцированной в Оренбурге, было расстреляно и зарублено 250 человек. Оказалось, что это безоружные крестьяне, вынужденные бежать от бесчинств и произвола властей и передвигавшиеся со своим скарбом и небольшим количеством уцелевшего скота. Командир эскадрона Рязанов никакого наказания не понес. Лишь его сослуживцы морально осудили его поступок. Причем в документе указаны фамилии всех расстрелянных. Таких примеров можно привести множество.»

Для наказания восставших, будет создано при ОГПУ «тройка», которая приговорит:
участников Иргизского восстания
- 12 человек к смертной казни;
- 13 человек к различным срокам и ссылкам;
- 163 человека были привлечены к различным штрафам.[1]

участников Каракумского восстания
- 175 человек к смертной казни;
- 172 человек были осуждены и отправлены в исправительно-трудовые лагеря на срок от двух до десяти лет, многие были высланы в Восточную Сибирь.[20].

участников Асанского восстания
- 10 человек к смертной казни;
- 28 человек были осуждены и отправлены в исправительно-трудовые лагеря;
- 16 человек в ссылку.[21]

## Вопросы, исследования, версии и теории
Необходимо отметить тот факт, что до сих пор нет должного изучения в историческом плане восстания сарбазов в прочем, как и других восстаний в Казахстане, ведь за период с 1929 года по 1932 года только в Казахстане было 372 восстания.
Историк Талас Омарбеков в 1991 году произвел документальное изучение в архивах КНБ РК фактов Иргизкого восстания, но Кармакшынское (оно же Каракумское или Кзыл-Ординское) восстание не было достаточно освещена, кроме того новые исследования кинорежиссёра Еркина Ракышева говорят, что необходимо также изучить документы в архивах ФСБ РФ.
Ждут своих исследователей следующие вопросы:
- Была ли какая-либо организация или группа лиц, стоящая за восставшими, так как прослеживается определённая организованность, ведь судя по восстанию сарбазов видно, что она вспыхнула одновременно на значительной территории от севера Актюбинской и Кустанайской и до юга Кзыл-Ординской областей?
- Кто были истинными организаторами этих восстаний?
- Есть ли взаимосвязь Иргизкого и Кармакшынского восстания в ракурсе родоплеменных отношений казахов, так как в этих выступлениях в основном участвовали казахи рода Шомекей ветви Алимулы крупного племени Алшын?

Известно, что ОГПУ (НКВД) используя пытки и другие недозволенные приемы следствия, вынудила многих политических, военных и хозяйственных деятелей Казахстана и других республик СССР признать самые нелепые обвинения. Так казахским деятелям предъявлялись обвинения в том, что они «пытались отделить Казахстан от СССР и сделать его протекторатом Японии», являлись агентами «японских и немецких» разведок. Закрытость дел репрессированных, не давала возможность исследователям проанализировать, и понять, где правда, а где выбитые признания в каждом отдельном случае.
Кинорежиссёр Еркин Ракышев в ходе съемок своих документальных фильмов изучал в архивах ФСБ РФ и КНБ РК документы уголовных дел Т. Рыскулова, С. Кожанова, У. Кулымбетова, Т. Жургенова, Ш. Шонановой. На основании своих исследований выдвигает версию, что в Казахстане действительно существовала казахская националистическая организация и была организатором восстаний в период 1929—1931 годы. Ракышев утверждает, что ответственными за Иргизское восстание был Кулымбетов У., за Каракумское — Жургенов Т., за Созакское — Сейфуллин С. и т. д.
```
Вчитываясь в протокол допроса Ходжанова Султанбека (1894–1938 гг.), можно предположить, что организация могла, используя родоплеменные отношения и родственные связи, на малой родине организовать выступления крестьян против Советской власти:
```

 Вопрос: Расскажите о технике организации восстания в 1930 году?
Ответ: Практически подготовка к восстанию велась следующим образом: каждый из нас, членов организации, имел большие связи в районах, аулах, кишлаках. Среди этих связей была значительная часть родовых авторитетов. Их мы использовали для поднятия восстания. Например, в Яныкурганском районе, Южно-Казахстанской области, жил известный полуфеодал, родной отец члена нашей организации АРАЛБАЕВА. Отец АРАЛБАЕВА пользовался большим влиянием в ряде районов, прилегающих к Яныкургану. Я и ЕСКАРАЕВ теснейшим образом были связаны с полуфеодалами КУТЫБАРОВЫМИ, которые распространяли своё влияние в Кызыл-Кумах и Кара-Кумах. Подобных связей с врагами Советской власти на местах у каждого из нас насчитывалось очень много. Через этих людей и через мусульманское духовенство мы организовывали восстания.
—  Документ № 155 Протокол допроса С.Х. Ходжанова 31.07.1937
Из протокола допроса Рыскулова Т.:

 … к примеру, на территории нынешней Актюбинской области работу по организации восстания вел КУЛУМБЕТОВ Узакпай. Он связался с одним из активных членов организации, лично ему преданным, бывшим уполномоченным Наркомата Внешней торговли по Казахстану НАРЕНОВЫМ и другими и передал им наше мнение о необходимости открытого выступления против коллективизации. КУЛУМБЕТОВ и НАРЕНОВ через свои связи среди байско-мульских элементов, враждебно настроенных к советской власти и спровоцировали восстание в ряде районов Актюбинской области. Это восстание приняло большие размеры, оттуда связывались с повстанцами Туркменистана и добивались установления связей с Ираном.
Аналогичным путём организованы были восстания южных районов Казахстана. В этих восстаниях видную роль должен был играть и играл ЖУРГЕНЕВ Темирбек, работавший тогда в Наркомпросе Узбекистана. ЖУРГЕНЕВ происходил из очень авторитетного байского рода, из семьи крупных баев, в степях Каракума и Кзыл-Кума. Все это было использовано для поднятия восстания. Отец и братья ЖУРГЕНЕВА сами возглавили восстание.
—  Спецсообщение Н. И. Ежова И. В. Сталину с приложением протокола допроса Т. Р. Рыскулова. 5 июля 1937 г.
На допросе на вопрос следователя, каким образом с безоружными повстанцами вы хотели свергнуть Советскую власть, Рыскулов Т. ответил, что они и не надеялись на победу, и надежда была на то, что массовые выступления населения укажут Центральному Комитету Компартии о ошибочном пути развитии страны.
Действительно, Кулымбетов У. и Жургенов Т. были с одного рода Шомекей и родились в Иргизском районе.
Кулымбетов У. мог действовать через Жаманмурынова Т. (так же из того же рода Шомекей), которого тот же Ходжанов С. называл руководителем Актюбинского филиала антисоветской организации. У Жургенова Темирбека отец Кара Жургенов и братья Досжан и Косжан действительно проживали в Кармакчинском районе и принимали активное участие в восстании (кроме того Досжан был командиром одного из отрядов повстанцев).
Историк Талас Омарбеков напрямую указывает на присутствие признака принадлежности к определенному казахскому роду и организацией вооруженного выступления в Казахстане, так он пишет, что Созакско-Сарысуйское восстание (в Сарысуйском районе и смежных с ним аулах Сузакского района проживали казахи крупного племени Алшын) подняли в первую очередь представители рода Тама и других родов племени Алшын Младшего жуза, Иргизского и Кармакшынского — род Шомекей племени Алшын, Асанского — подразделение Асан подрода Жакаим рода
Шекты того же племени, Адайское — род Адай племени Алшын и т. д..

## Комментарии
1. ↑  Именной комментарий Саметов-Айжарин (мулла Сатанов) — кличка «Хан», бывший советник эмира Бухарского, в 1930 г. избран ханом, лидер крупного бандформирования (численностью 500—600 чел.) В январе 1930 г. Саметов был приговорен к лишению свободы за контрреволюционную деятельность, бежал в Джетыгаринский район, где в феврале 1930 г. организовал повстанческий отряд. Общая численность банды достигала 2500 чел. Его членами были выходцы из аулов Киргизского и Джетыгаринского районов, недовольные коллективизацией и раскулачиванием. Саметов действовал в районе Иргиза Кустанайского округа Казахстана. Предпринимал попытки захватить г. Иргиз, установить связь с русскими повстанческими отрядами. 21 марта 1930 г. в ходе боя с отрядом 45 кавалерийского полка РККА в районе Иргиза был захвачен в плен.
2. ↑  Именной комментарий Сатыбалдин — мулла, организатор повстанческого отряда (численностью 500 чел.), действовавшего на территории Кустанайского и Оренбургского округов. 17 февраля 1930 г. Сатыбалдин объединил свое вооруженное формирование с бандой Саметова. Сатыбалдин проводил подготовку к наступлению повстанческих сил на г. Иргиз. В результате боя с отрядом 8 кавалерийской дивизии РККА 22 марта 1930 г. формирование Сатыбалдина потеряло 180 чел. убитыми, 26 чел. были взяты в плен. Оставшиеся члены банды отступили в урочище Таун, в ходе дальнейшей операции были обезврежены.
3. ↑  Именной комментарий в оперсводке ОГПУ встречается как Джумгази Мулла — руководитель банды (численностью до 500 чел.), организованной в 1930 г. и действовавшей в районе Маюз-Кум и Куюн-Корда Кзыл-Ордынского округа. Банда пополнялась за счет семейств кочевников в Кара-Кумах. В марте 1930 г. мулла Джумгази был избран ханом, пытался объединить все повстанческие отряды, оперировавшие в Кара-Кумах.
4. ↑  Родные братья Т. Жургенова. Данном источнике неправильно указаны имена, на самом деле это Косжан, Досжан
5. ↑  Возможно - Турекешов Аяпберген (1889)
Дата рождения: 1889 г.
Место рождения: Актюбинская обл., Иргизский район, аул 27
Пол: мужчина
Национальность: казах
Образование: начальное
Место проживания: Актюбинская обл., Иргизский район, аул 27
Где и кем арестован: ОГПУ по Актюбинской области
Дата ареста: 23 октября 1930 г.
Обвинение: 58, п. 2, 58, п. 8, 58, п. 10, 58, п. 11 УК РСФСР
Статья: 58-2, 58-8, 58-10, 58-11 УК РСФСР
Приговор: ИТЛ, 5 лет
Дата реабилитации: 15 ноября 1989 г.
Реабилитирующий орган: Актюбинская облпрокуратура
Основания реабилитации: Указ ПВС СССР от 16 января 1989 года
Источники данных: БД "Жертвы политического террора в СССР"; Сведения ДКНБ РК по Актюбинской обл.; МВД Республики Казахстан Общество «Мемориал»
6. ↑  Родной брат Т. Жургенова
7. ↑  Возможно Аяпберген - родной брат Сыдыка Айменова[13]

## Дополнительные ссылки
- Официальный сайт МВД РК - ПОИСК ПО РАЗДЕЛУ "МЕМОРИАЛ"
- Открытый список
- Сопротивление масс коллективизации в Казахстане (1929—1933 гг.)
- Газета «Актюбинский вестник», статья «Иргизское восстание устами очевидцев», 14.09.2016.
- Газета «Кызылординские вести», статья «КАРАКУМСКОЕ ВОССТАНИЕ: ЗА ПРАВО БЫТЬ СВОБОДНЫМИ», 31.10.2015 Архивная копия от 16 октября 2019 на Wayback Machine
- Документы Актюбинского Областного Историко-Краеведческого Музея, отсканированные сайтом "История Актюбинской области"